# Vaga general espanyola de 1988
La Vaga general de 1988 a Espanya o 14-D va ser una vaga general celebrada el dimecres 14 de desembre de 1988. Va ser convocada per les dues principals centrals sindicals: Comissions Obreres i Unió General de Treballadors.
La vaga, convocada contra una important reforma en el mercat laboral, abaratint l'acomiadament i introduint els contractes temporals per als joves treballadors, es va convertir en una mobilització general del descontentament amb la política econòmica del govern socialista de Felipe González entre la seva base social davant les contínues reformes en benefici de la patronal.
Amb un seguiment massiu de la població activa, el país va ser paralitzat durant 24 hores, obligant al govern a negociar amb els sindicats. Fins i tot el senyal de Televisió Espanyola va ser tallada pels treballadors. La reforma prevista va ser retirada i es va incrementar la despesa social. No obstant això, a l'any següent, el PSOE va revalidar la seva majoria absoluta, encara que perdent un nombre important de vots i diputats en benefici d'opcions com Izquierda Unida.

## L'èxit de la vaga i l'estratègia per detenir TVE
En 1988 durant les hores prèvies a la vaga del 14-D, al realitzador José María Fraguas de Pablo, se li va ocórrer que podia ser eficaç cridar un compte enrere per tallar l'emissió sense por, amb el suport de tots i amb èxit. El compte enrere serviria per coordinar l'acció del comitè de vaga que estava a Torrespaña, amb la dels treballadors que volien secundar la vaga tant al mateix edifici, com en els múltiples centres de Radio Nacional, Televisió Espanyola i els seus Centres d'Enllaços repartits per tot el país. Es va prendre com a referència el rellotge digital del senyal del circuit intern de radiofreqüència de TVE que es veu en tots els edificis i despatxos de l'empresa. Forges ho va proposar en l'assemblea prèvia que es va realitzar amb assistència de multitud de treballadors en l'estudi A4 del Pirulí i es va acceptar.
D'aquesta manera amb tots els empleats cridant 10, 9, 8..., des dels centres de RTVE de tot Espanya es va aconseguir que en arribar al 0, a les dotze en punt de la nit; tots els treballadors deixessin les seves comeses ALHORA tallant l'emissió amb èxit i precisió. Es van evitar les represàlies individuals i encara que es va intentar atribuir l'acció a sis o set empleats, va quedar de manifest que va anar per l'acció decidida de tota la plantilla de RTVE i en conseqüència, al final, ningú va resultar sancionat.
Per l'impacte que va ocasionar el tall de l'emissió de TVE, gràcies als esforços de tots els treballadors de RTVE; la vaga va ser seguida massivament en tot Espanya des de primeres hores amb un èxit sense precedents en el moviment sindical espanyol posterior a la Transició.